# Tafaliscinae
Sous-famille
Les Tafaliscinae sont une sous-famille d'Orthoptera de la famille des Gryllidae.
Elle forme un groupe avec les Eneopterinae Saussure 1874.

## Distribution
Les espèces de cette sous-famille se rencontrent en Amérique tropicale.

## Liste des genres
Selon Orthoptera Species File (27 mars 2010) :
- Diatrypini Desutter-Grandcolas 1988
  - Diatrypa Saussure, 1874
  - Prodiatrypa Desutter-Grandcolas, 1988
- Neometrypini Desutter-Grandcolas 1988
  - Neometrypus Desutter-Grandcolas, 1988
- Paroecanthini Gorochov 1986
  - Amblyrhethus Kirby, 1906
  - Paroecanthus Saussure, 1859
- Tafaliscini Desutter-Grandcolas 1988
  - Tafalisca Walker, 1869

## Référence
- Desutter-Grandcolas, 1988 "1987" : Structure et évolution du complexe phallique des Gryllidea (orthoptères) et classification des genres neotropicaux de Grylloidea. Premiere partie. Annales de la Société Entomologique de France, vol. 23, n. 3, p. 213-239.